# Beautiful Boy: Siempre serás mi hijo
Beautiful Boy es una película dramática estadounidense. Dirigida por Felix Van Groeningen, con un guion escrito por Luke Davies. Protagonizada por Thimothée Chalamet, Steve Carell, Maura Tierney y Amy Ryan
La película tuvo su estreno el 4 de enero de 2019, por Amazon Studios.

## Argumento
La película narra la adicción a la metanfetamina y la recuperación a través de los ojos de un padre (Steve Carell) que ve a su hijo Nic (Timothée Chalamet) mientras lucha contra la adicción.

## Reparto
- Timothée Chalamet como Nic Sheff.
  - Jack Dylan Grazer como Nic de 12 años.
  - Zachary Rifkin como Nic de 8 años.
  - Kue Lawrence como Nic de 4 y 6 años.
- Steve Carell como David Sheff.
- Maura Tierney como Karen Barbour.
- Amy Ryan como Vicki Sheff.
- Kaitlyn Dever como Lauren.
- Andre Royo como Spencer.
- Timothy Hutton como Dr. Brown
- LisaGay Hamilton como Rose.
- Amy Forsyth como Diane.
- Christian Convery como Jasper Sheff.
- Oakley Bull como Daisy Sheff.
- Stefanie Scott como Julia.
- Ricky Low como Destiny.

## Producción
En 2008, se anunció que Paramount Pictures y Plan B Entertainment habían adquirido los derechos de los libros "Beautiful Boy: A Father's Journey Through His Son's Addiction" por David Sheff y "Tweak: Growing Up on Methamphetamines" por su hijo Nic Sheff. El estudio y los productores anunciaban que utilizarían los libros recientemente publicados para adaptar una película sobre la adicción a las drogas desde la perspectiva de un joven adicto a la metanfetamina y el padre que se encuentra impotente para detener la espiral descendente de su hijo. En 2011, se anunció que el escritor y director Cameron Crowe había escrito un guion basado en los libros. Un año después, TheWrap anunció que Crowe estaba buscando quien dirigiera la película desde su propio guion después de haberse envuelto en su película romántica Aloha, con New Regency involucrada en este proyecto después de que Paramount se retirara. En diciembre de 2013, se informó que Mark Wahlberg estaba dando vueltas al proyecto para interpretar el papel del padre con la dirección de Crowe.
En 2015, Variety anunció que el director belga Felix Van Groeningen había asumido el cargo de director con un nuevo guion escrito por el escritor australiano Luke Davies. En enero de 2017, se reveló que Steve Carell y Will Poulter se unieron para protagonizar el proyecto, como padre e hijo, respectivamente. Dede Gardner, Jeremy Kleiner y Brad Pitt fueron anunciados como los principales productores. En febrero de 2017, se anunció oficialmente que Timothée Chalamet se unió a la película como Nic Sheff, junto a Carell, que interpretará a su padre. Van Groeningen dijo que de más de 200 cintas que recibió de los actores que audicionaban para el papel de Nic, Chalamet inmediatamente se destacó: "Si bien deliberadamente no elegimos un [actor conocido] en el momento de las audiciones, porque hay menos carga, ahora por supuesto, es genial ", agregó," Nadie había previsto que de pronto se haría famoso en todo el mundo, pero es completamente merecido. Si [su fama] puede ayudar a los jóvenes a ir al cine, solo puedo aplaudirlo ". En marzo de 2017, Amy Ryan, Maura Tierney, Kaitlyn Dever, Timothy Hutton y LisaGay Hamilton se unieron al elenco de la película. En abril de 2017, Andre Royo se unió al elenco de la película. Antes del rodaje, Van Groeningen organizó dos semanas de ensayos con el elenco, una práctica común en producciones Flemish, pero no en Hollywood.

### Rodaje
El rodaje comenzó el 27 de marzo de 2017 y se rodó hasta mayo de 2017 en Los Ángeles y San Francisco. Las primeras escenas filmadas para la película fueron las más intensas, según Van Groeningen, e involucraron al personaje de Chalamet siendo hospitalizado por una sobredosis de drogas. Chalamet recibió instrucciones de perder peso un par de semanas antes del rodaje de las "escenas de hospitalización", y luego descansó para recuperarse a fin de completar el resto del rodaje. Chalamet ha declarado que hubo numerosas "visitas al médico" y "llamadas de cerca" durante el rodaje, diciendo "Tu mente sabe que estás actuando. Pero cuando bajas 20 libras y estás bajo una máquina de lluvia durante ocho tomas en una camiseta: tu cuerpo no sabe que estás actuando ".

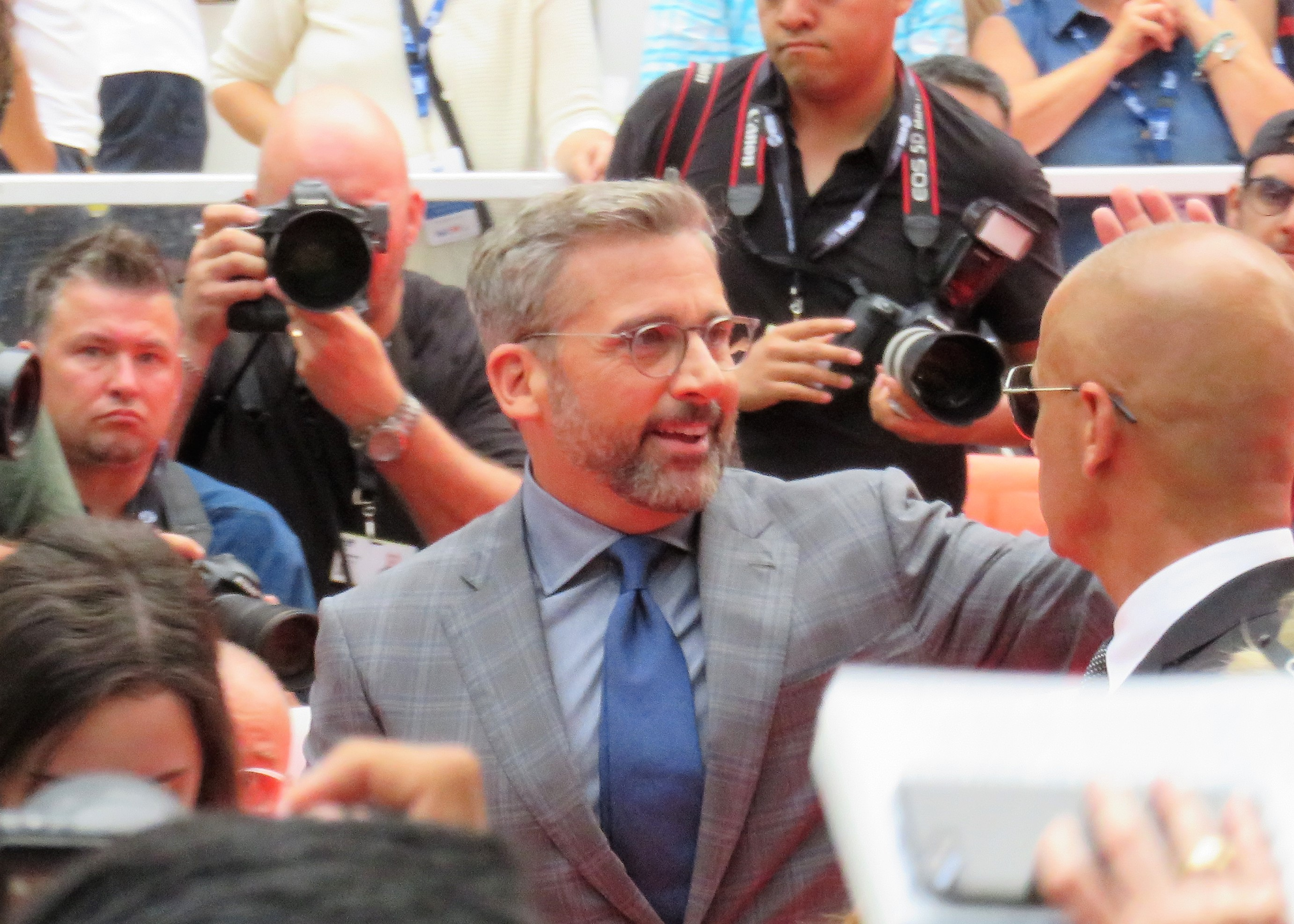
El actor Steve Carrell en la premiere de la película en el Festival de Cine de Toronto 2018.

La edición de la película tomó 7 meses en total, durante los cuales la película se cortó por completo varias veces. Inicialmente, Nico Leunen, colaborador de Van Groeningen desde hace mucho tiempo, no participó en el proyecto; sin embargo, Van Groeningen quedó insatisfecho con el proceso de edición y trajo a Leunen a Los Ángeles para construir la película.

## Estreno
Tuvo su estreno en el Festival de Cine de Toronto el 7 de septiembre de 2018. La película fue estrenada en Estados Unidos el 12 de octubre de 2018.

## Recepción
Beautiful Boy ha recibido reseñas positivas de parte de la crítica y de la audiencia. En el portal Rotten Tomatoes, la película posee una aprobación de 68%, basada en 203 reseñas, con una calificación de 6.5/10, mientras que de parte de la audiencia tiene una aprobación de 74%, basada en 1665 votos, con una calificación de 3.8/5.
Metacritic le ha dado a la película una puntuación de 62 de 100, basada en 45 reseñas, indicando "reseñas generalmente favorables". En el sitio IMDb los usuarios le han dado una calificación de 7.3/10, sobre la base de 16 149 votos. En la página FilmAffinity tiene una calificación de 6,3/10, basada en 530 votos.